# Garab Dorje

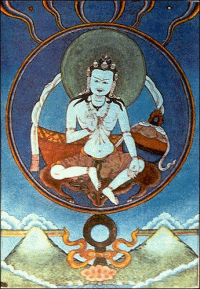

Garab Dorje (en tibetano: དགའ་རབ་རྡོ་རྗེ་, wylie: dga’ rab rdo rje) fue el primer maestro humano semihistórico del Ati Yoga (Tib. Dzogchen) o de las enseñanzas sobre la Gran Perfección de acuerdo con la tradición del Budismo tibetano. La Escuela Nyingma sostiene que antes de Garab Dorje (Prahevajra) las enseñanzas de Dzogchen solo fueron expuestas en los reinos celestiales y las tierras puras (Sánscrito: śuddhanivāsa) de los Budas, de los Devas y de los Nāgas. Los Bonpo tienen una visión diferente de la entrada del Dzogchen en el linaje de la humanidad.
La historicidad de Garab Dorje es controvertida, hay numerosas fuentes en contradicción sobre las fechas de su nacimiento y parinirvana. En el artículo sobre Garab Dorje en inglés de la Wikipedia se señala que tuvo su actividad alrededor del 55 d. C., basado en otra fuente Dudjom Rinpoche (1991:p.949) sitúa el nacimiento en el año 716 a. C. En cualquier caso, la importancia dada a su figura desde, al menos, las fechas señaladas por Khandro Déchen, los detalles biográficos y su importancia trascendental en todos los linajes budistas del Dzogchen hacen pensar que el detalle de la historicidad de Garab Dorje es un asunto de interés para académicos (Reynolds, p. 205) y eruditos pero -casi- irrelevante para los practicantes del Dzogchen.

## Nomenclatura, ortografía y etimología
Garab Dorje o Garap Dorje es el único nombre confirmado. Las propuestas de nombres sánscritos son reconstrucciones. En ningún colofón se ha encontrado un nombre que confirme el uso histórico del nombre sánscrito. Aun así, Germano (1992: p.4) cita "Vajraprahe" en el "Tantra de la Consecuencia Directa del Sonido" incluido en el Nyingma Gyubum (NGB1 24,1) y constata en la misma obra que Reynolds (1989, 2000 revisado) intercambia las dos palabras en la contracción en su traducción y análisis de la sección del Bardo Thodol del tibetano al inglés, específicamente el rig pa ngo sprod gcer mthong rang grol (Wylie) en donde emplea "Prahevajra". Germano (1992: p.4) sostiene que la elección léxica de "Prahevajra" se encuentra documentada en un mantra de un texto corto de un Yoga del Guru compuesto por Dzongsar Khyentse Chokyi Lodro (c.1893-1959). Por ello es también conocido por Prahevajra o Pramodavajra

## Biografía
Fue el hijo de Kudharmā, una monja hija del rey Uparāja y su consorte Abhasvarati de la tierra de Uddiyana. Kudharmā vivía en una isla en la región de 'Dhanakoṣa' que también fue el lugar de nacimiento de Padmasambhava. La tradición cuenta que Prahevajra recibió todos los Tantras, las escrituras y las instrucciones orales del Dzogchen directamente de Vajrasattva y Vajrapani.
Otras versiones señalan que su madre se llamaba Pāraņī, y que estaba en las orillas del lago Kutra.
Dargyay, et al. (1977, 1998: p. 19) comunican el nacimiento hagiográfico de Garab Dorje además de poner en contexto brevemente la figura materna (una bhikṣuṇī cuya sadhana era del Yoga tantra) y la de sus padres. 

### Nacimiento
Según el relato de Zhangton Tashi Dorje (1097-1167) (Reynold, p. 179 y ss.) Kudharma vivía acompañada solamente por su sirviente Sukhakarunavati (que es reconocida como una 'dakini' de nombre Purnopahanti. Una noche, después de dedicarse a sus prácticas, la princesa soñó que un hombre blanco inmaculado colocaba por tres veces sobre la coronilla de su cabeza un vaso de cristal sellado con las sílabas oṃ ā hūṃ svā hā que representan respectivamente el cuerpo, la palabra, la mente, las cualidades y las actividades iluminadas. En este sueño pudo ver claramente todo lo que ocurría en los tres mundos. Al contarlo a la sirvienta, esta reconoció en seguida que un Nirmanakaya iba a tomar cuerpo en la princesa.
Sin embargo la princesa se sentía avergonzada pues se dio cuenta de su embarazo y quería ocultarlo de cualquier modo. Finalmente, en el décimo mes tuvo un hijo que no quería reconocer como humano pues atribuía al capricho de los dioses. Su sirvienta le señalaba que ese era un hijo de Buda, pero ella le ordenó que lo tirara cajón de las cenizas y lo tapara con ellas para ocultarlo. Tres días después, llena de lágrimas, vio en el cajón de las cenizas al niño sin daño alguno, recogiéndolo y cuidándolo, a la vez que reconocía que sin duda era una emanación de un Buda. Dakas y Dakinis, Devas y Nagas, Yakshas y Lokapalas fueron a presentarle nubes de ofrendas. Debido a que su madre lo encontró vivo entre las cenizas recibió el nombre de Acharya Vetalabhasmavarna que podría traducirse como el Zombi de las Cenizas.

### Infancia
A los siete años el niño pidió a su madre para encontrarse con los sabios Panditas y tratar sobre temas de Dharma con ellos, su madre le dijo que era aún pequeño, pero que en el palacio del rey Uparāja había quinientos panditas, sacerdotes hinduistas con los que podría tratar el Dharma. Llegó a la capital en donde pidió permiso al rey para encontrarse con los panditas que, finalmente, se lo concedió. Tras llevar a cabo una exposición en donde los panditas intentaron confundir al pequeño, estos quedaron asombrados y tras postrarse ante él le concedieron el nombre de Prajnabhava, Aquel cuya naturaleza es la Sabiduría. Por este motivo su abuelo, el rey le concedió el nombre de Acharya Prahevajra (en tibetano: དགའ་རབ་རྡོ་རྗེ་, wylie: dga’ rab rdo rje)

### Hechos de su vida
Dado que era uno de los jóvenes más hermosos del país, también se le conoció por el nombre de Acharya Vetalakshema, el Zombi Feliz. Estos son los cuatro nombres con los que se le conoce.
Garab Dorje se retiró a unas montañas muy alejadas y temibles en donde residió treinta y dos años mostrando el método de permanecer en ecuanimidad. Numerosos prodigios tuvieron lugar en ese tiempo y lugar. Un rey, de visiones extremistas, envió asesinos a matarlo. Cuando vieron a Garab Dorje volando por el cielo, tanto el rey como sus seguidores quedaron asombrados y fueron iniciados en las enseñanzas budistas.
En esos treinta y dos años expuso todas las enseñanzas de los vehículos externos e internos y en particular los seis millones cuatrocientos mil versos de la Gran Perfección (Tib. Dzogpa Chenpo). Vajrasattva se apareció a Garab Dorje dándole instrucciones, confiriéndole iniciaciones y ordenándole que escribiera los tantras verbales.
En la cima de la montaña sagrada de Malaya, el maestro junto con tres dakinis de sabiduría, se dedicó durante tres años a poner por escrito todos estos preceptos.
En otra ocasión, en el gran cementerio de Śītavana, en donde habitaban seres maliciosos y salvajes, estuvo impartiendo enseñanzas. Prahevajra transmitió allí las enseñanzas a Manjushrimitra, que se considera su discípulo principal. También se sabe que Padmasambhava recibió la transmisión de los tantras del Dzogchen directamente de Garab Dorje.
Garab Dorje recibió la iniciación y transmisión de las enseñanzas del Mahayoga de La Tradición de la Matriz Secreta (Guhyagarbha tantra) del Mahasiddha Kukuraja.

### Testamento de Prahevajra
Tras su muerte, Prahevajra transmitió su testamento espiritual a Manjushrimitra.  Estos tres preceptos, conocidos como "Las tres declaraciones que golpean los puntos esenciales" or Tsig Sum Nèdek (wylie: tshig gSum gNad brDeg) resumen las enseñanzas de Dzogchen al completo:
- Uno es introducido directamente en la propia naturaleza, para recibir instrucciones directas o "Introducción Directa." (wylie: ngo rang thog tu sPrad)[6]
- Uno decide sobre este estado único definitivamente o "Permanecer sin duda." (wylie: thag gCig thog dug Cad)[6]
- Uno continúa directamente con confianza en la liberación o "Continuar en el estado no dual." (wylie: gDengs grol thog du ’cha’)[6]